# Mistrovství světa juniorů ve sportovním lezení 2000
Mistrovství světa juniorů ve sportovním lezení 2000 (anglicky: UIAA World Youth Championship) se uskutečnilo jako osmý ročník 1. září v nizozemském Amsterdamu v lezení na obtížnost. Do průběžného světového žebříčku juniorů se bodovalo třicet prvních závodníků v každé kategorii lezců od 14 do 19 let.

## Češi na MSJ
Nejlépe si vedla osmá Lucie Rajfová v kategorii B.

## Výsledky juniorů a juniorek
| obtížnost                | obtížnost             |
| ------------------------ | --------------------- |
| junioři                  | juniorky              |
| 1. Pablo Barbero Alfonso | 1. Barbara Bacher     |
| 2. Mykhaylo Shalagin     | 2. Nastja Guzzi       |
| 3. Nels Rosaasen         | 3. Jana Oman          |
|                          |                       |
| 12. Jakub Hlaváček       | 20. Martina Kadlecová |
| 14. Tomáš Mrázek         | —                     |
| 44. Ondřej Marčík        | —                     |
| ? finalistů              | ? finalistek          |
| ? semifinalistů          | ? semifinalistek      |
| 62 juniorů               | 28 juniorek           |

## Výsledky chlapců a dívek v kategorii A
| obtížnost          | obtížnost           |
| ------------------ | ------------------- |
| chlapci            | dívky               |
| 1. Roman Felix     | 1. Natalija Gros    |
| 2. Fabien Dugit    | 2. Olga Shalagina   |
| 3. Gérome Pouvreau | 3. Barbara Schranz  |
|                    |                     |
| 15. Petr Solanský  | 30. Soňa Hnízdilová |
| 37. Tomáš Skalski  | —                   |
| ? finalistů        | ? finalistek        |
| ? semifinalistů    | ? semifinalistek    |
| 60 chlapců         | 45 dívek            |

## Výsledky chlapců a dívek v kategorii B
| obtížnost                   | obtížnost                 |
| --------------------------- | ------------------------- |
| chlapci                     | dívky                     |
| 1. Guillaume Glairon Mondet | 1. Kinga Ociepka          |
| 2. Ethan Pringle            | 2. Emily Harrington       |
| 3. Jorg Verhoeven           | 3. Alexandra Balakireva   |
|                             |                           |
| 26. Jan Zbranek             | 8. Lucie Rajfová          |
| —                           | 20.-21. Petra Melicharová |
| ? finalistů                 | ? finalistek              |
| ? semifinalistů             | ? semifinalistek          |
| 52 chlapců                  | 41 dívek                  |